# Saints Row (computerspel)
Saints Row is een computerspel ontwikkeld door Volition Inc en uitgebracht door THQ. Het is het eerste spel uit de Saints Row-reeks en werd opgevolgd door Saints Row 2. Saints Row werd op 29 augustus 2006 uitgebracht in Noord-Amerika en kwam vervolgens ook in Europa uit op 1 september 2006.

## Verhaal
Het spel begint in de stad Stilwater, waar een niet bij naam genoemde man betrokken raakt bij een bendeoorlog. Hij wordt gered door Julius Little en Troy Bradshaw, die samen de 3rd Street Saints leiden; een straatbende die de taak heeft de bendeoorlogen te beëindigen. Hij krijgt een positie aangeboden binnen de bende. De rest van het spel neemt de speler de rol aan van de naamloze man, en moet een einde zien te maken aan de oorlogen door de andere bendes te verslaan.

## Gameplay
Saints Row bestaat grotendeels uit een combinatie van een third-person shooter en een racespel. De speler kan zich voortbewegen in een groot gebied, zowel te voet als per auto. Lopend kan de speler onder andere rennen, klimmen, zwemmen en springen. Voertuigen dienen te worden gestolen, en komen in grote variaties voor.
De speler kan met z’n blote vuisten vechten, of met wapens. De speler kan in totaal zo’n 20 wapens bij zich dragen.
Het primaire doel in het spel is de andere straatbendes verslaan, maar de speler kan ook verschillende extra opdrachten aannemen zoals een straatrace winnen. Het goed volbrengen van deze opdrachten levert de speler respect op bij andere personages in het spel en kan een nieuw stuk van het level ontsluiten.

## Ontvangst
| Beoordeeld door   | Datum             | Score |
| ----------------- | ----------------- | ----- |
| Wonderwallweb.com | 2006              | 91%   |
| Play Magazine     | 2006              | 90%   |
| Gameplanet        | 4 oktober 2006    | 90%   |
| Planet Xbox 360   | 11 september 2006 | 88%   |
| GamingExcellence  | 5 december 2006   | 87%   |
| games xtreme      | 13 september 2006 | 84%   |
| GameSpot          | 29 augustus 2006  | 83%   |
| Console Obsession | 2006              | 80%   |
| AceGamez          | 2006              | 80%   |
| Good Game         | 19 september 2006 | 80%   |